# دیوید هاموند (شناگر)
دیوید هاموند (به انگلیسی: David Hammond) (زادهٔ ۵ ژانویهٔ ۱۸۸۱) شناگر اهل ایالات متحده آمریکا است.